# Gandola
Gandola é peça de vestuário de uniforme (farda) militar utilizada na parte superior do corpo para a identificação do militar. Tal peça é constituída por fechamento por botões, alça de ombreiras, bolsos característicos de corte militar e cores  da instituição.
No Brasil, as gandolas não têm apresentado capa para cabeça, sendo simplesmente a peça mencionada, geralmente ligada à atividade operacional, diferindo-a da farda social, terno e farda de gala. As gandolas podem apresentar variações dentro de uma instituição conforme a atividade fim. Tais peças são normatizadas por regulamentos internos das instituições militares .

### Portugal
- Exercito Portugal